# US Airways
US Airways (code AITA : US ; code OACI : AWE) est une ancienne compagnie aérienne américaine. Elle dessert plus de 92 destinations aux États-Unis, au Mexique, aux Antilles et en Europe, avec 3 400 départs par jour. Fondée en 1939, elle disparaît à la suite de sa fusion le 16 octobre 2015 avec American Airlines. Ses quatre filiales détenues à 100 % sont : Allegheny Airlines, Inc., Piedmont Airlines, Inc., Potomac Air et PSA Airlines, Inc.

## Histoire

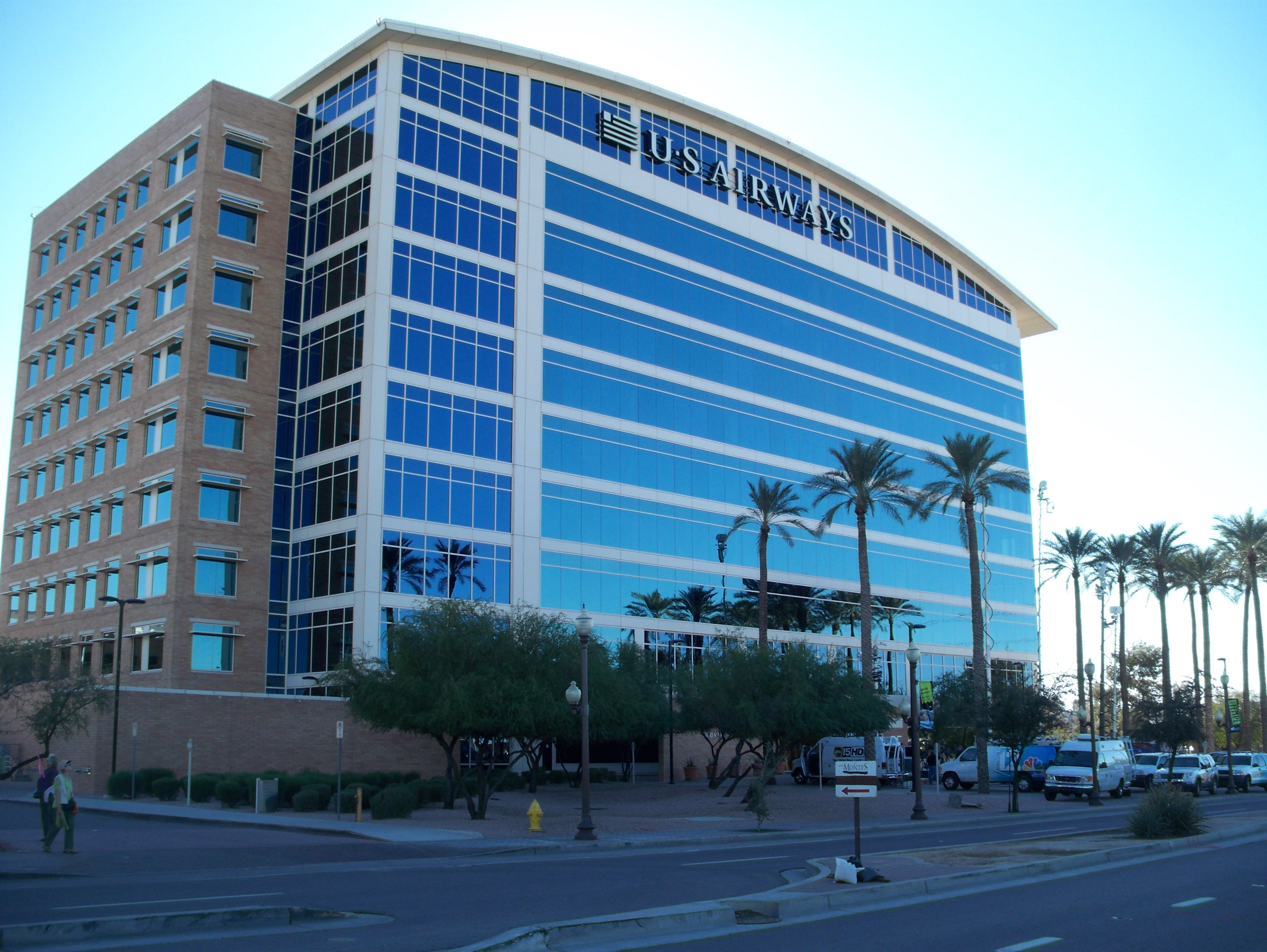
Siège de US Airways.

La création de la compagnie aérienne remonte à 1939, portant alors le nom d'All American Aviation Company et se limitant au transport de courrier, avant d'étendre son activité au transport de personnes en 1949 sous le nom d'Allegheny Airlines. En 1979, nouveau changement de nom : USAir, avant l'adoption du nom actuel US Airways. Le nom d'US Airways est apparu pour la première fois le 12 novembre 1996.

### Histoire récente

#### Faillites
Le 4 mai 2004, US Airways rejoint le réseau Star Alliance. Elle est la 16e compagnie à rejoindre ce réseau qu'elle quitte le 31 mars 2014 pour rejoindre oneworld. Le 11 mai 2004, à peine sorti de la faillite depuis le 31 mars dernier, US Airways a annoncé une énorme commande de 550 avions de transport régional, dont 170 commandes fermes, réparties également entre les constructeurs canadien Bombardier CRJ et brésilien Embraer, pour un montant estimé à 4,3 milliards de dollars US. 
Le 13 septembre 2004, c'est la 7e compagnie aérienne américaine à demander la protection de la loi américaine sur les faillites. Bien que considérablement restructurée et recentrée sur les liaisons régionales intérieures, elle a accumulé de lourdes pertes. Déjà placée une première fois, en 2001, sous la protection du « chapter 11 », elle semble alors jouer sa dernière carte avant la liquidation. Le 25 septembre 2004, US Airways a demandé au juge chargé de son dossier de faillite d'imposer temporairement des sacrifices salariaux à ses employés, afin d'économiser 200 millions de dollars d'ici au début 2005. Le 4 octobre 2004, US Airways, en faillite, annonce avoir conclu un protocole d'accord avec le syndicat représentant ses 3 200 pilotes, portant sur des réductions de salaires lui permettant d'économiser 300 millions de dollars par an. Cet accord est fondamental pour atteindre l'objectif d'un milliard de dollars d'économies annuelles que s'est fixé la compagnie.

#### Fusion avec America West Airlines
Le 19 mai 2005, US Airways et America West Airlines ont annoncé leur fusion, sous le nom commercial d'US Airways. Leur vocation est de se transformer en une compagnie à bas coûts, comme Southwest Airlines, mais avec une taille supérieure. Les certificats d'opérabilité sont restés dans un premier temps séparés pendant une intégration qui a duré deux ou trois ans. Doug Parker, le président d'America West est devenu le chef de l'ensemble, dont le quartier-général est à Tempe, en Arizona. US Airways (et sa filiale, US Airways Express) desservait 179 aéroports tandis qu'America West en desservait 96. Le nouvel ensemble à des hubs à Charlotte, Phoenix (Arizona) et Philadelphie avec des plateformes de correspondance secondaires à Las Vegas et Pittsburgh. L'ensemble opère 361 aéronefs principaux (contre 419 auparavant), aidés par 239 jets régionaux et 57 turbopropulseurs (prévision début 2006). Les deux compagnies emploient, avant cette fusion, respectivement 30 000 et 14 000 agents de bord.

#### Seconde moitié des années 2000
Le 15 juin 2006, US Airways cargo a voulu renforcer ses parts du marché européen en se séparant de Lufthansa, compagnie avec laquelle un accord récent existait, et en donnant ses opérations cargo à un nouveau GSA : " Airborne International GmbH ", basé à Francfort sous la direction de M Joao Pires Ramos, et récemment (3 avril 2006) à Paris - Charles-de-Gaulle sous la direction de Samer Sfeir.
En juillet 2008, un contrat européen d'assistance fret et de manutention a été signé avec Avia Partner Cargo, après plus de seize ans de collaboration avec SFS / WFS (Worldwide flight services). La première signature entre SFS et U.S Airways Cargo fut le 3 février 1992. US Airways espère pouvoir économiser plus de deux millions de dollars américains sur ses factures de manutention de fret européen en 2009. Le contrat signé en avril 2008 prendra trois mois pour sa mise en place et débutera le 1er juillet 2008 à Francfort pour l'Allemagne, le 7 juillet 2008 à Paris - Charles-de-Gaulle pour la France, le 11 juillet 2008 à Bruxelles pour la Belgique et le 14 juillet 2008 à Schiphol pour les Pays-Bas.
Le 15 janvier 2009, peu après son décollage, le vol 1549 assuré par un Airbus A320 de la compagnie fait un amerrissage d'urgence sur le fleuve Hudson longeant Manhattan, sans faire de victimes,.

#### Fusion avec American Airlines
Le 14 février 2013, US Airways et AMR (la maison mère d'American Airlines) ont décidé de fusionner leurs activités après des tractations dans ce sens devenues publiques depuis plusieurs mois. Le groupe prendra comme nouveau nom celui de American Airlines, il devrait avoir une capitalisation d'environ 11 milliards de $, un chiffre d'affaires de 39 milliards de $, une flotte de 1 500 appareils. La fusion réalisée en totalité en actions, devrait permettre aux actionnaires de American Airlines de détenir de 72 % du nouveau groupe. Le siège de la nouvelle entité devrait être à Dallas-Fort Worth, au Texas, où était le siège d'AMR,,
Le 16 octobre 2015, la compagnie a fusionné avec sa maison-mère, American Airlines, après avoir fait décoller son dernier vol sous le code US, US1939 (le numéro du vol était en référence avec la date de création de la compagnie), qui a décollé de San Francisco, pour faire ensuite escale à Charlotte, son plus grand hub et Phoenix, qui était l'ancienne base d'America  West, avait qui elle avait fusionné en 2004, avant d'arriver en Californie. Cette fusion n'a pas rencontré trop de difficultés : les membres du personnel au sol ont enlevé toute la signalétique dans les aéroports qui portent le signe d'US Airways, les systèmes de réservation d'US Airways ont été éteints, le site internet de la compagnie fermé, les applications mobiles supprimées. Les seules traces qui restent aujourd'hui de la compagnie, seront peut-être quelques appareils qui garderont encore quelque temps la livrée d'US Airways. Les changements de livrées ainsi que les changements d'uniformes ont été opérés en 2016.

## Flotte

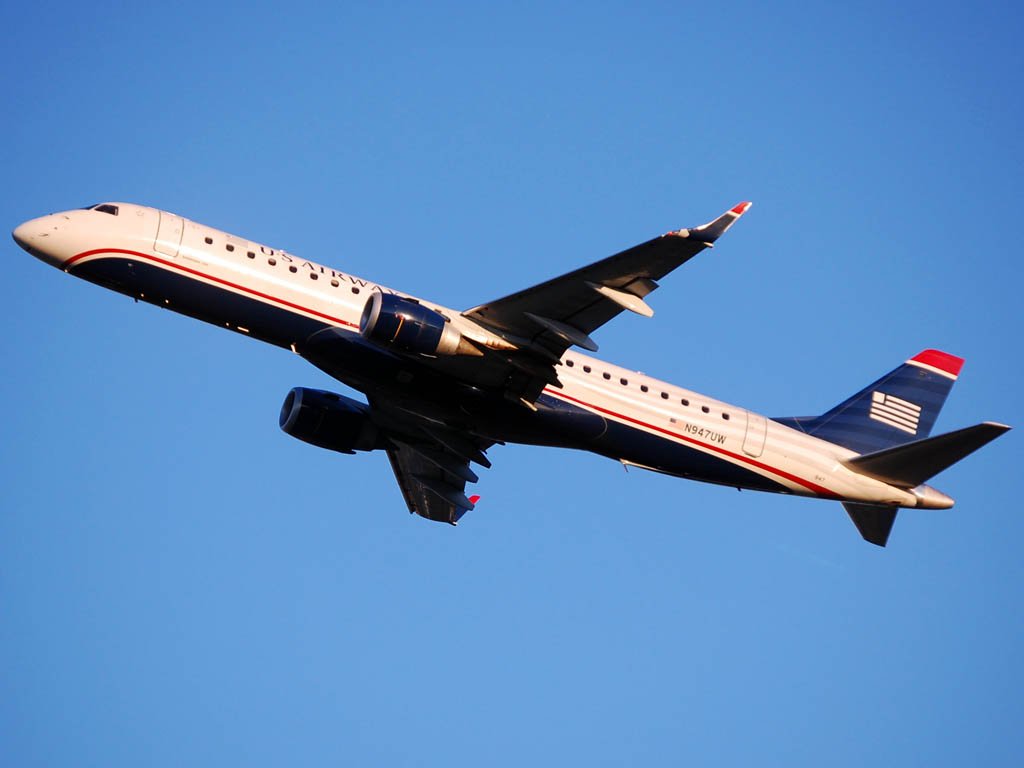
Embraer 190 d'US Airways.

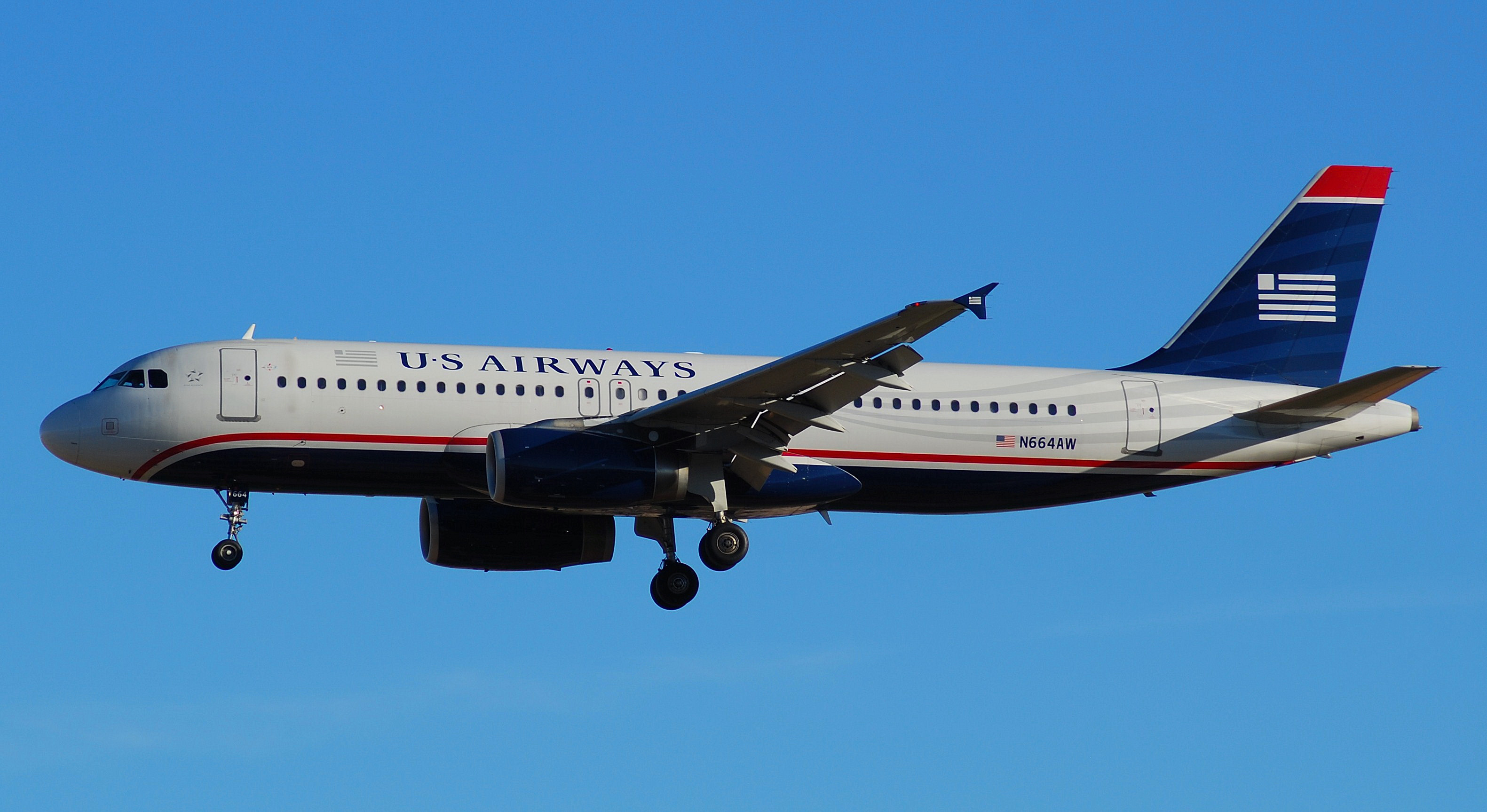
Airbus A320-200

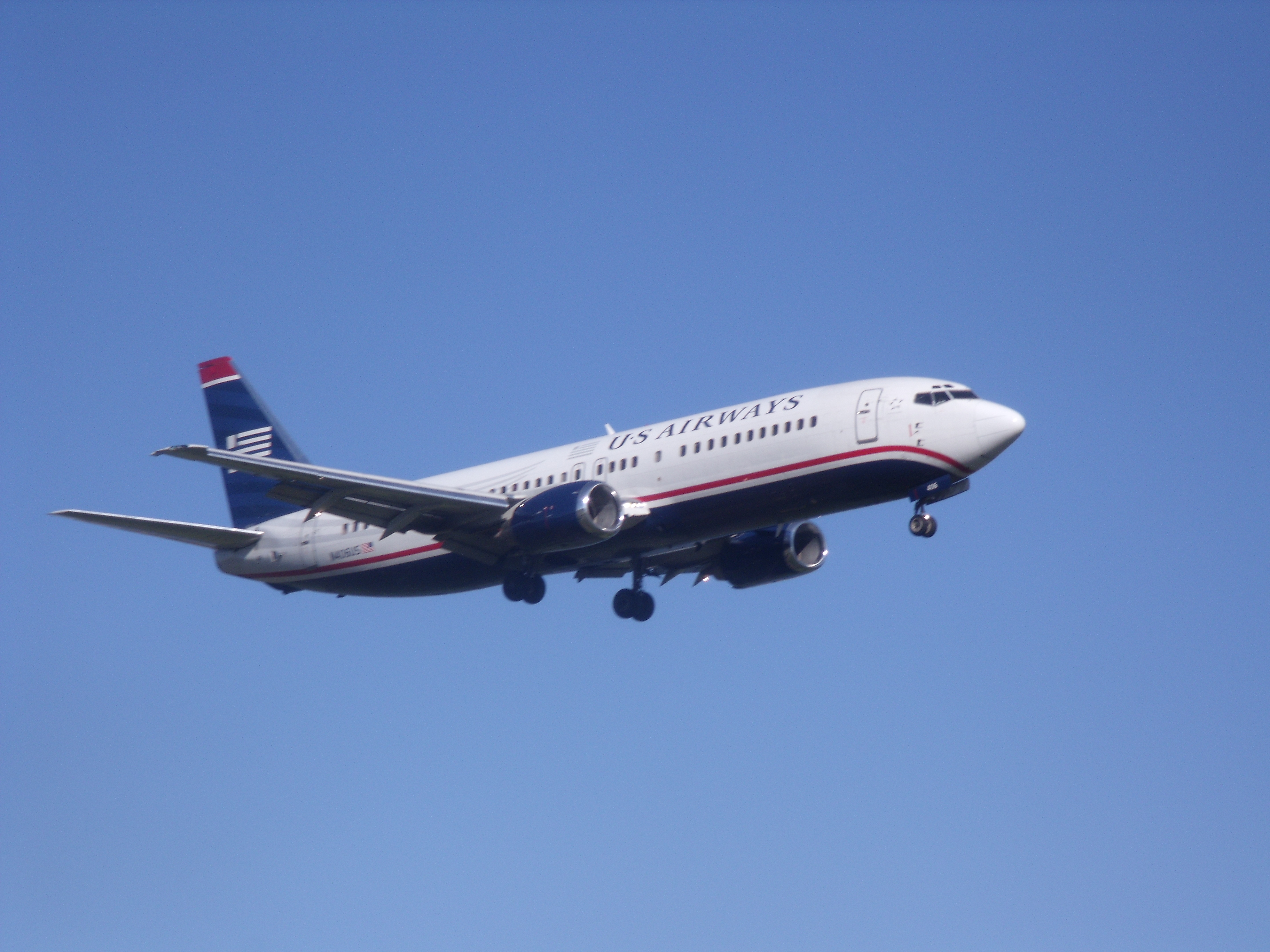
Boeing 737-400

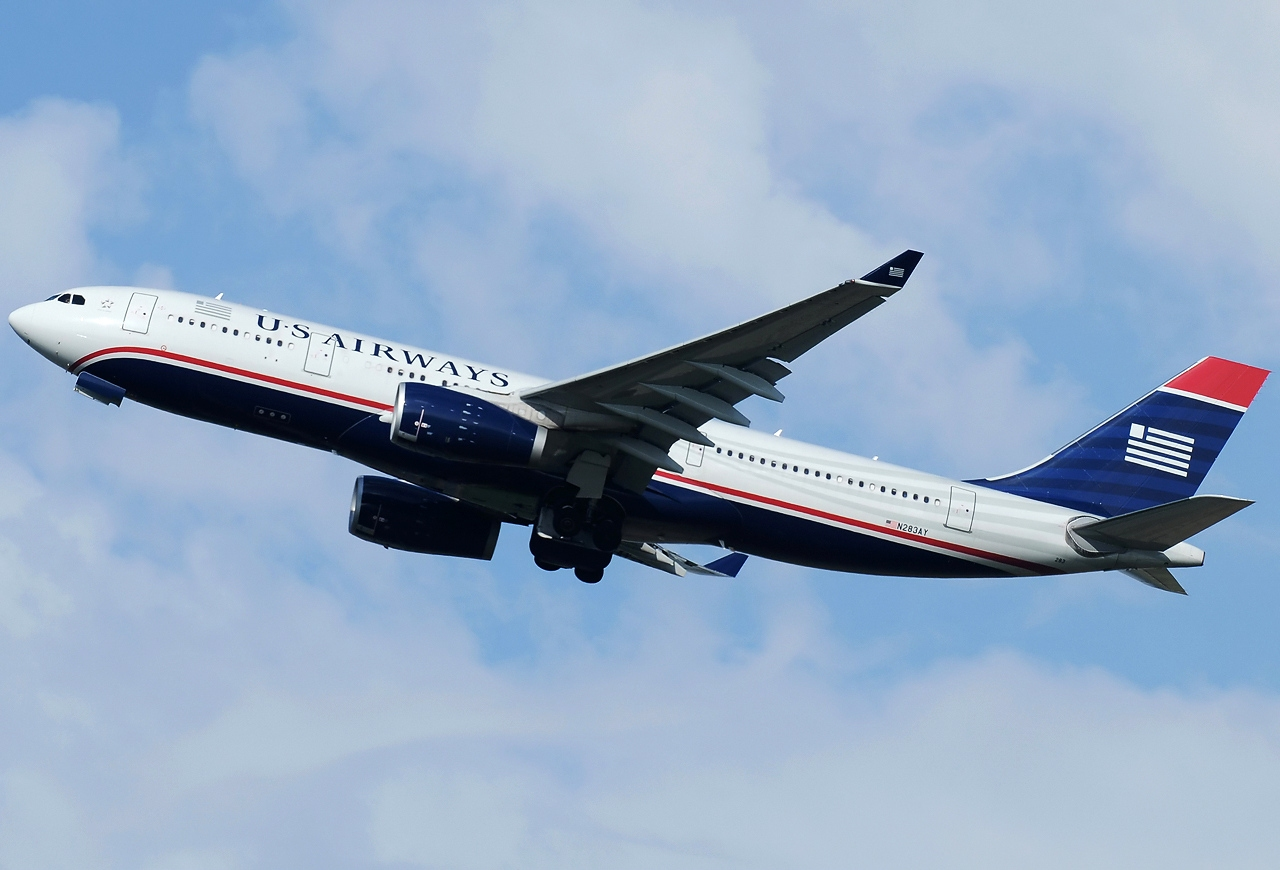
Airbus A330-200

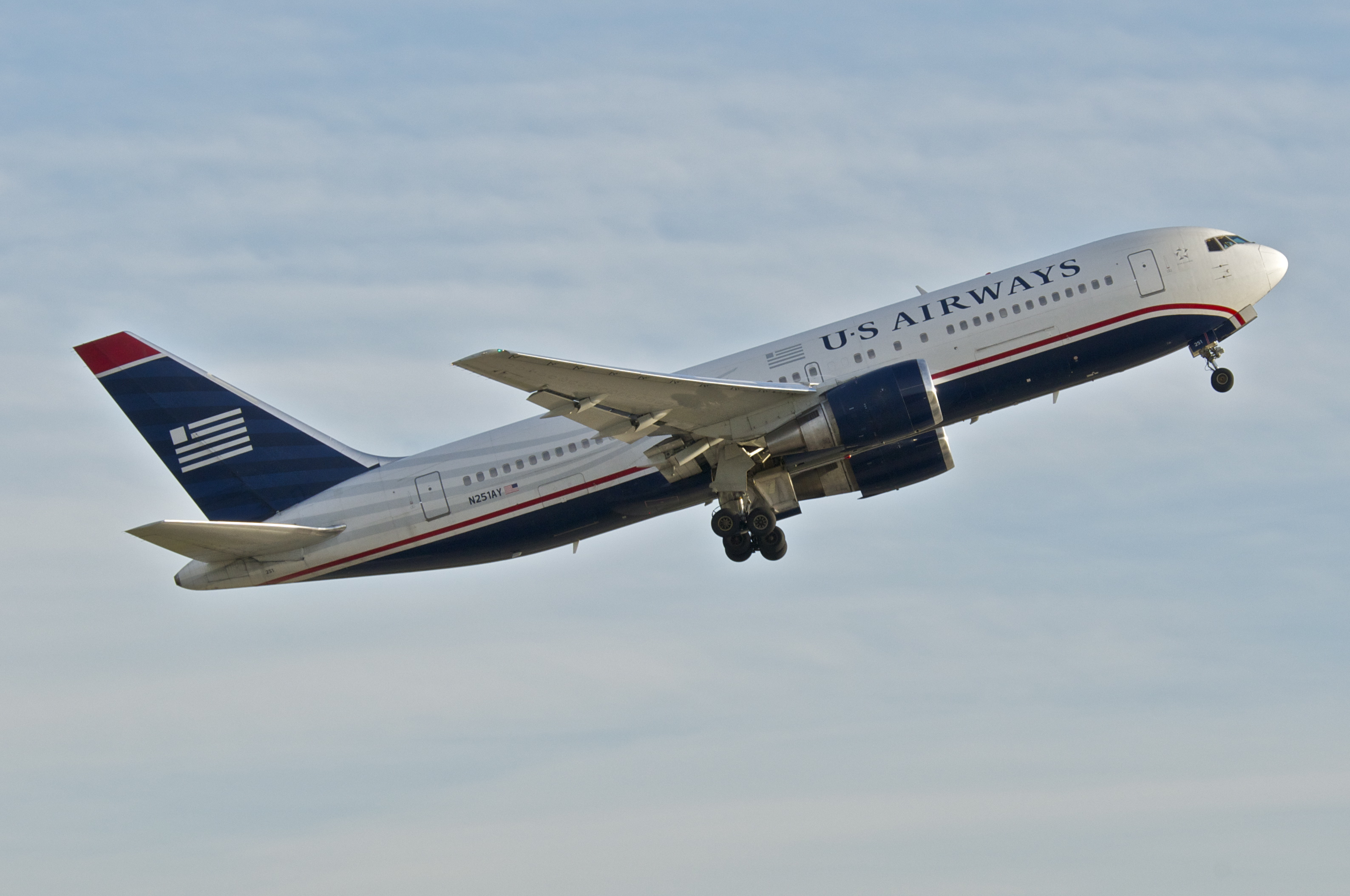
Boeing 767-200ER d'US Airways décollant de l'aéroport de Zurich.

La flotte d'US Airways était constituée des avions suivants en mai 2013 :
En 2015, due à sa fusion avec American Airlines, la compagnie ne possède plus d'avions à son nom.

## Accidents et incidents

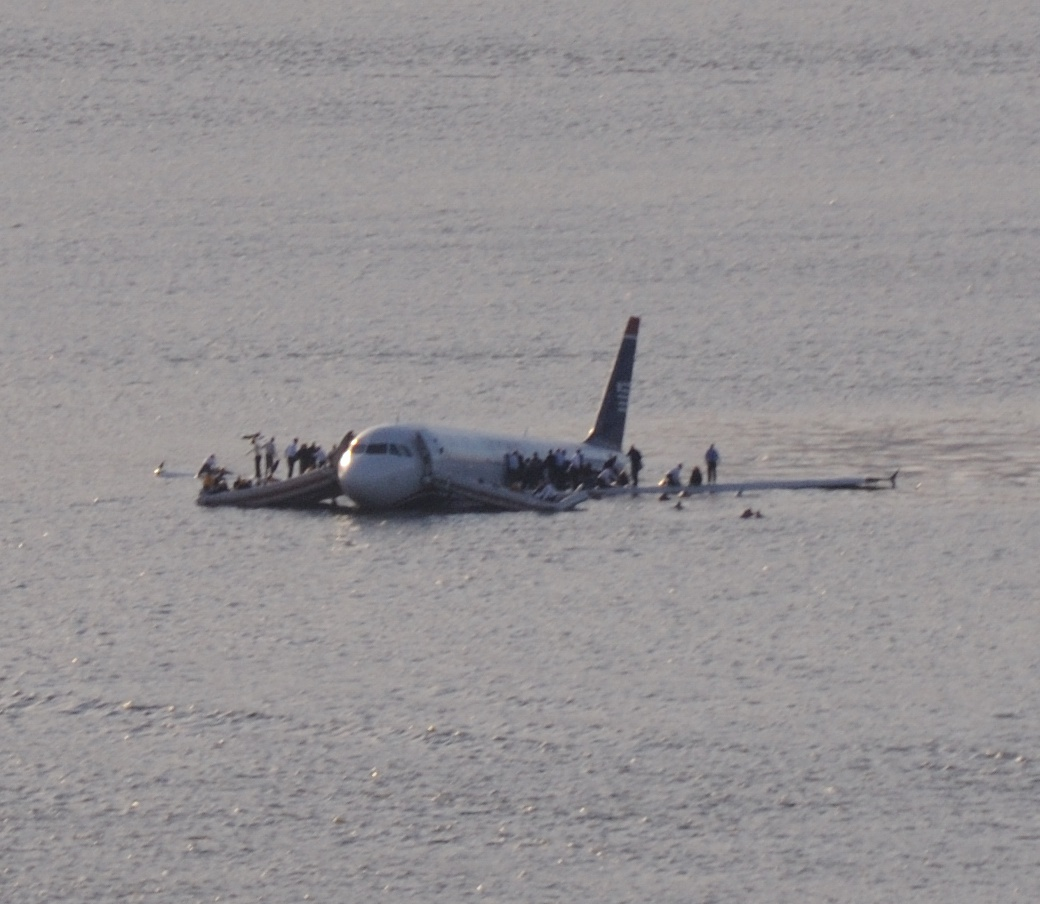
L'appareil qui a amerri sur le fleuve Hudson, à New York, en 2009 assurait le vol 1549 d'US Airways.

- 15 janvier 2009 : un Airbus A320 opérant le vol 1549 entre New York et Charlotte fut forcé d’amerrir sur le fleuve Hudson, en plein cœur de New York. L'accident ne fit aucune victime mais fut largement médiatisé du fait de sa rareté, sa dangerosité et son aspect impressionnant. Il est dû à une collision entre l'avion et un groupe d'oiseaux, happés dans les deux moteurs causant l'arrêt de ces derniers juste après le décollage de l'aéroport de New-York-La Guardia.

- 13 mars 2014 : un Airbus A320 opérant le vol 1702 entre Philadelphie et Fort Lauderdale rate son décollage à l’aéroport international de Philadelphie[7]. Son train d'atterrissage avant s'est affaissé après l'explosion de l'un des pneus. L'avion s'est alors incliné vers l'avant et a fini son décollage sur le ventre, dans l'herbe, les pilotes ayant interrompu la procédure. L'incident fut spectaculaire mais ne fit aucun blessé.

## Images

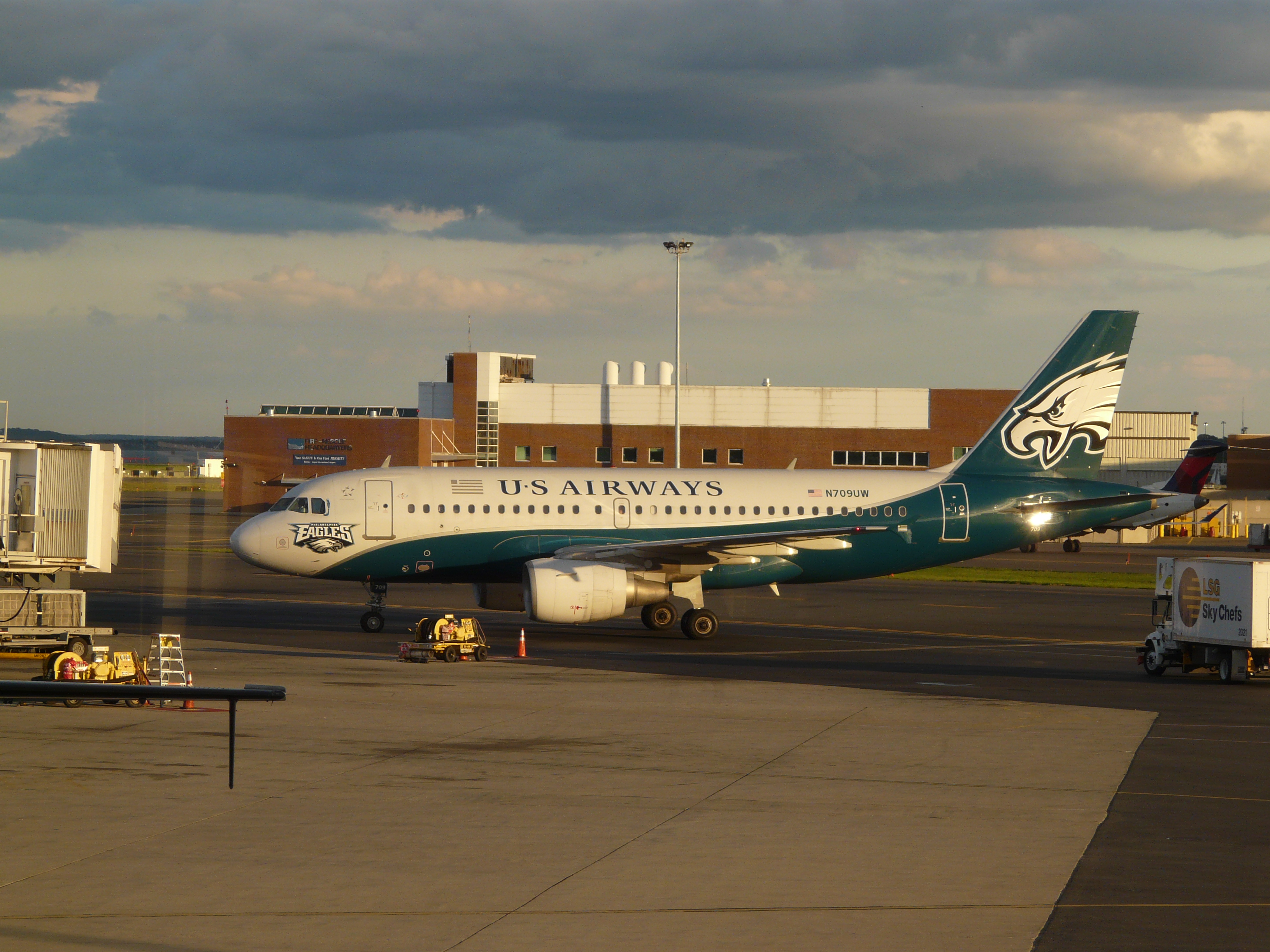
Airbus A319 avec la livrée Philadelphia Eagles
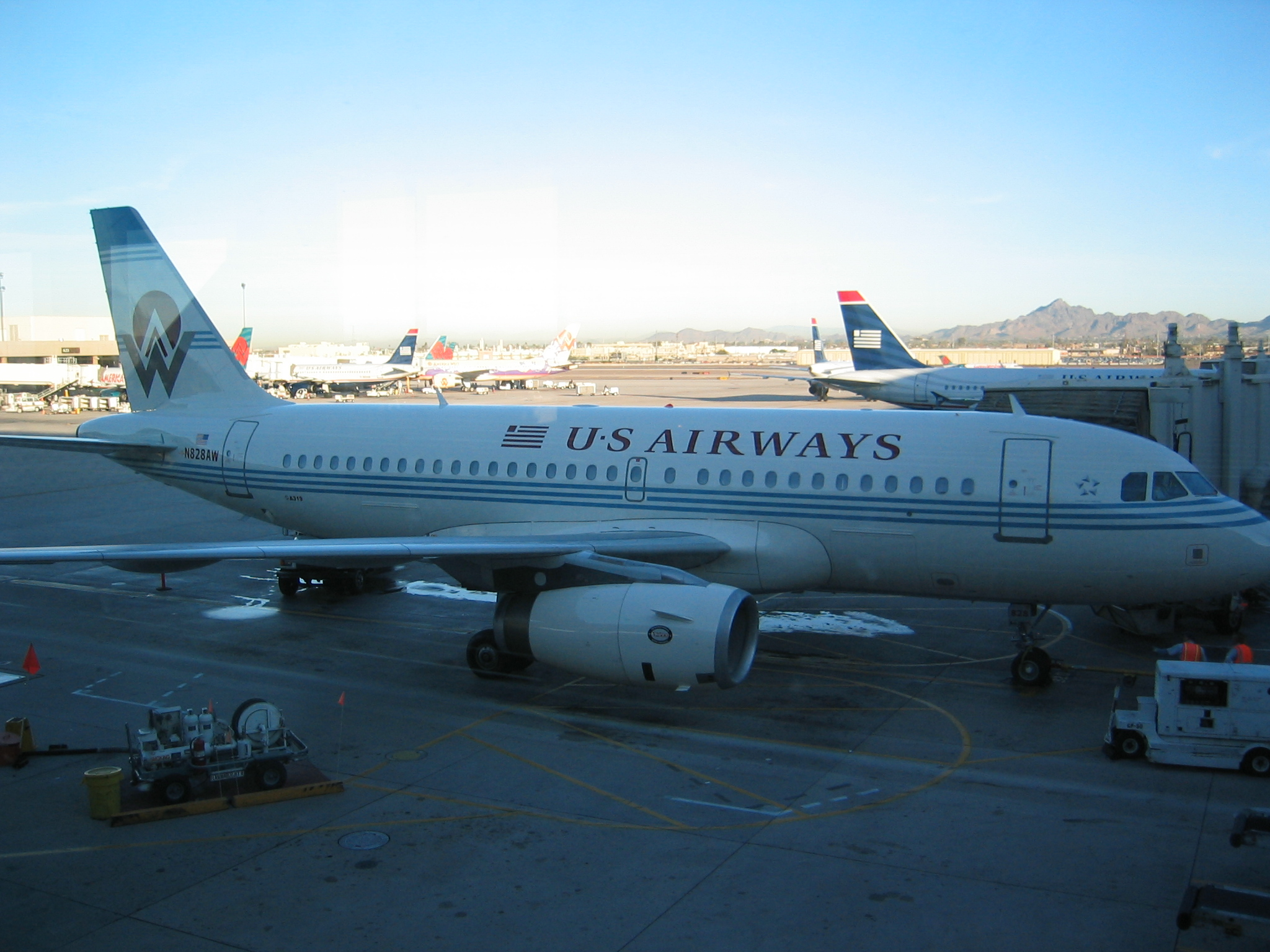
Airbus A319 avec la livrée America West
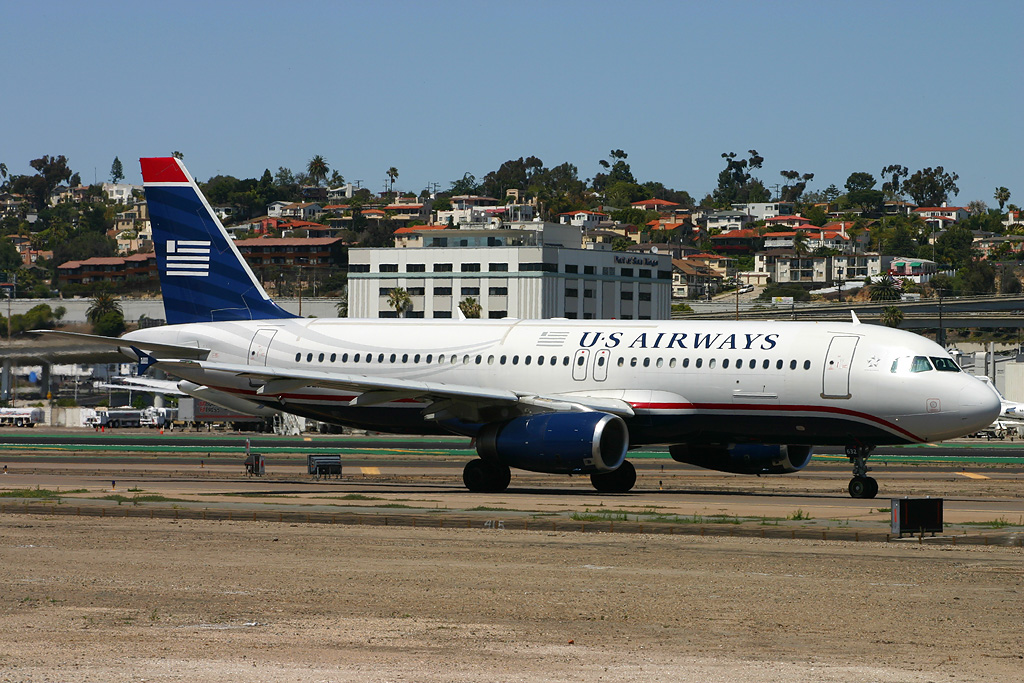
Airbus A320-200
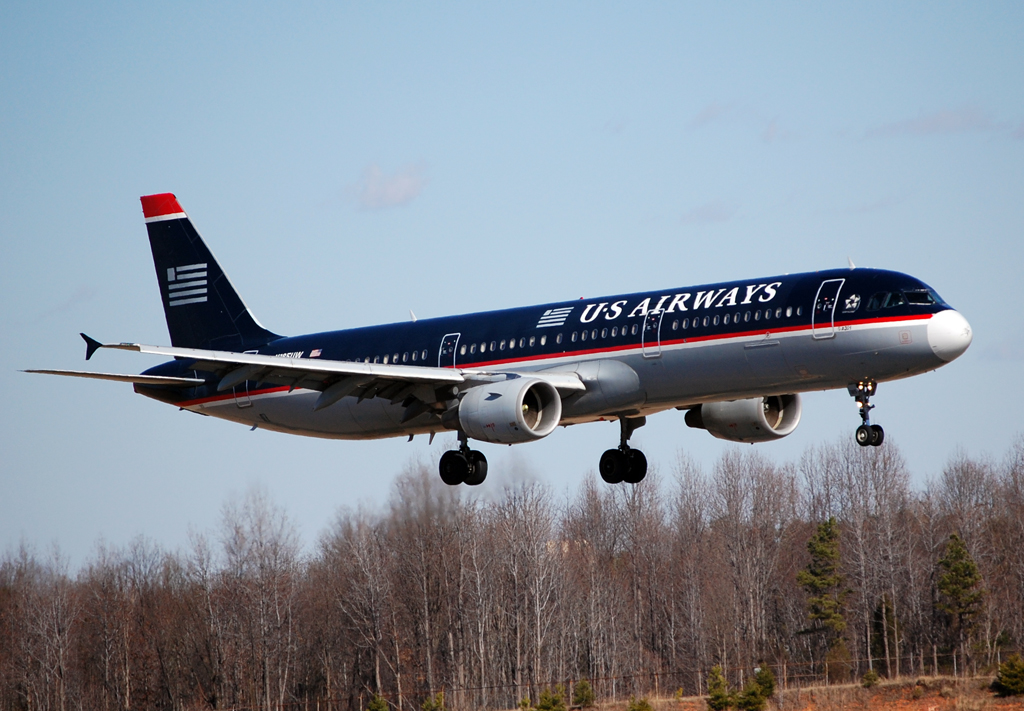
Airbus A321
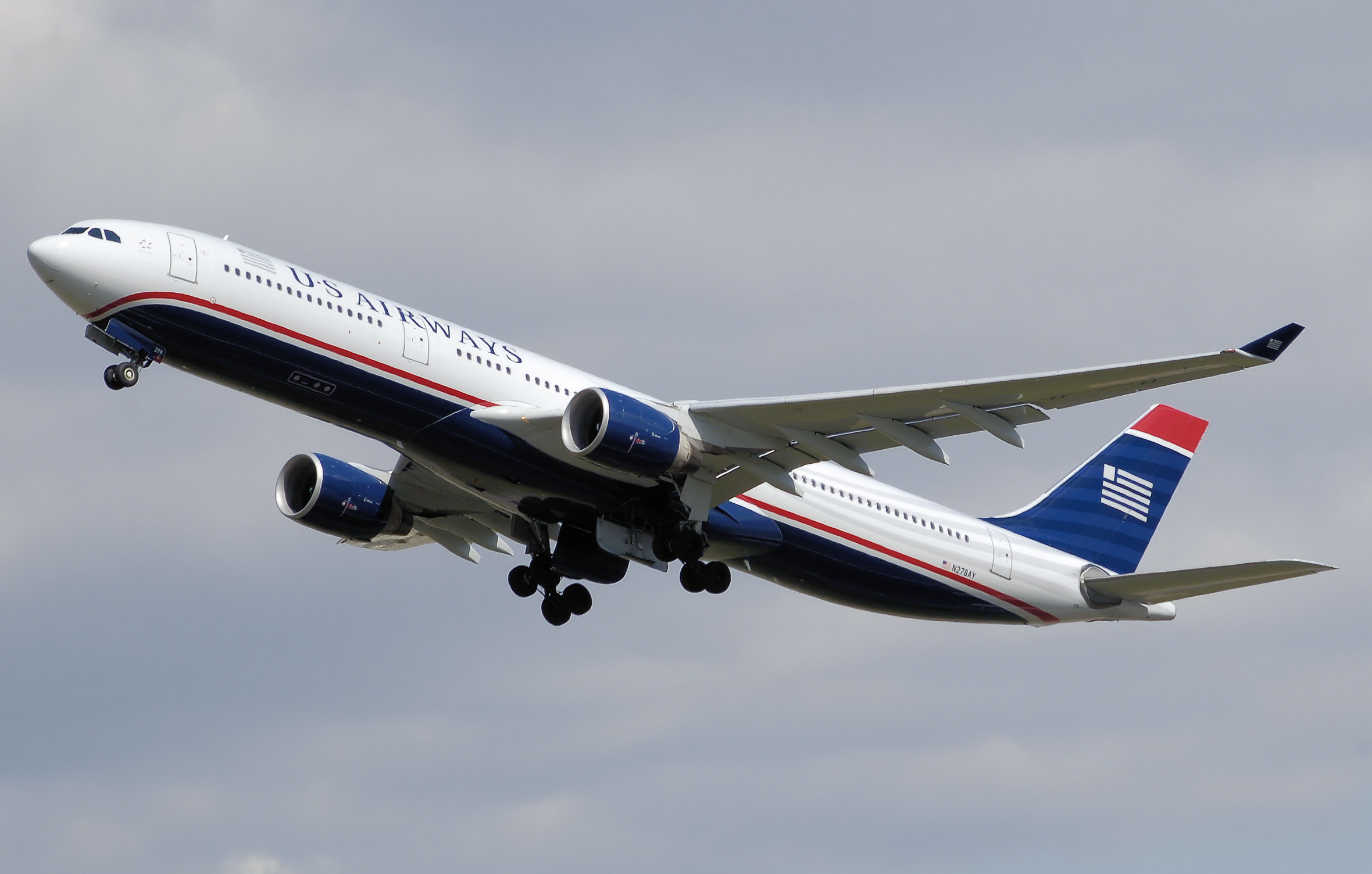
Airbus A330-300
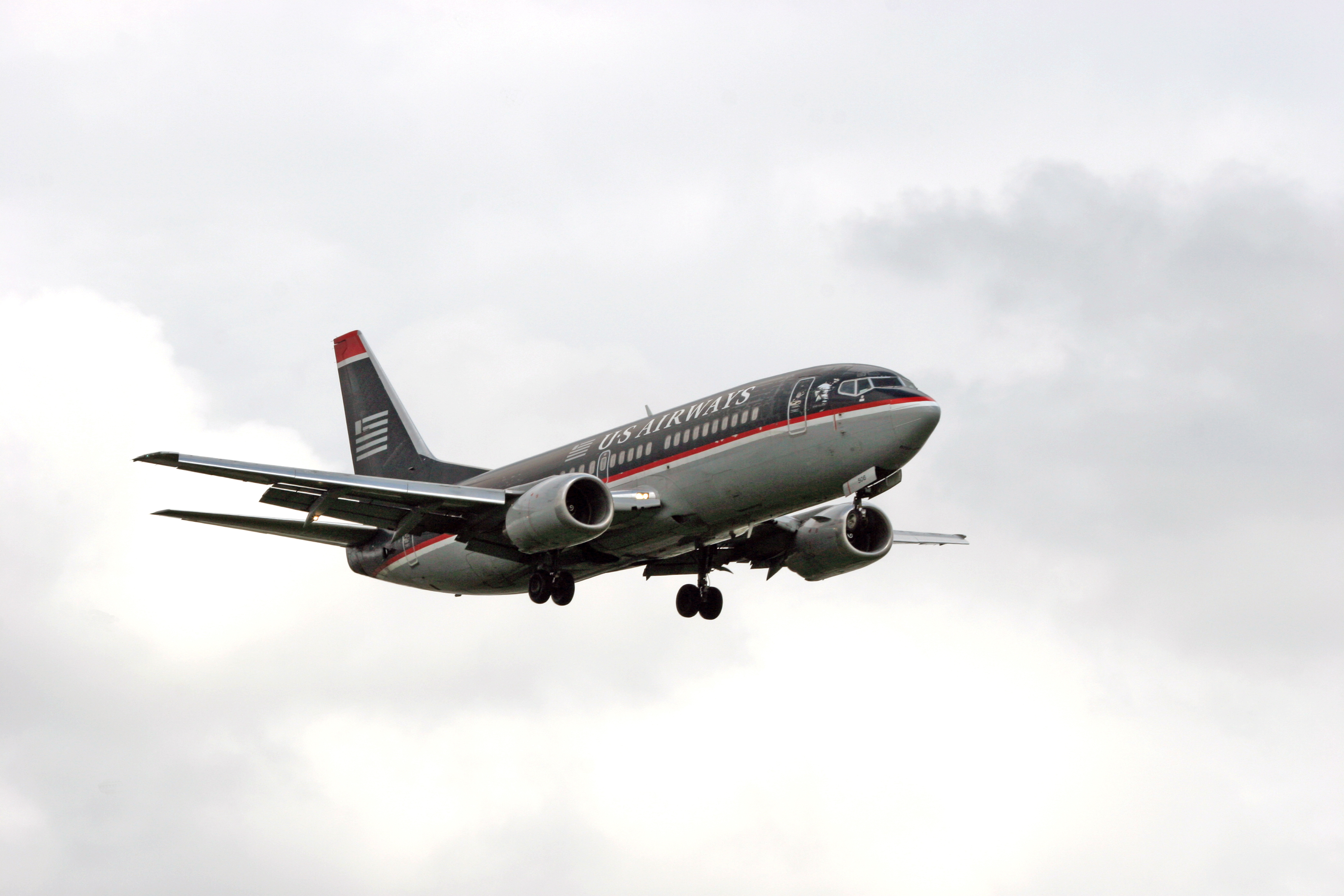
Boeing 737-300
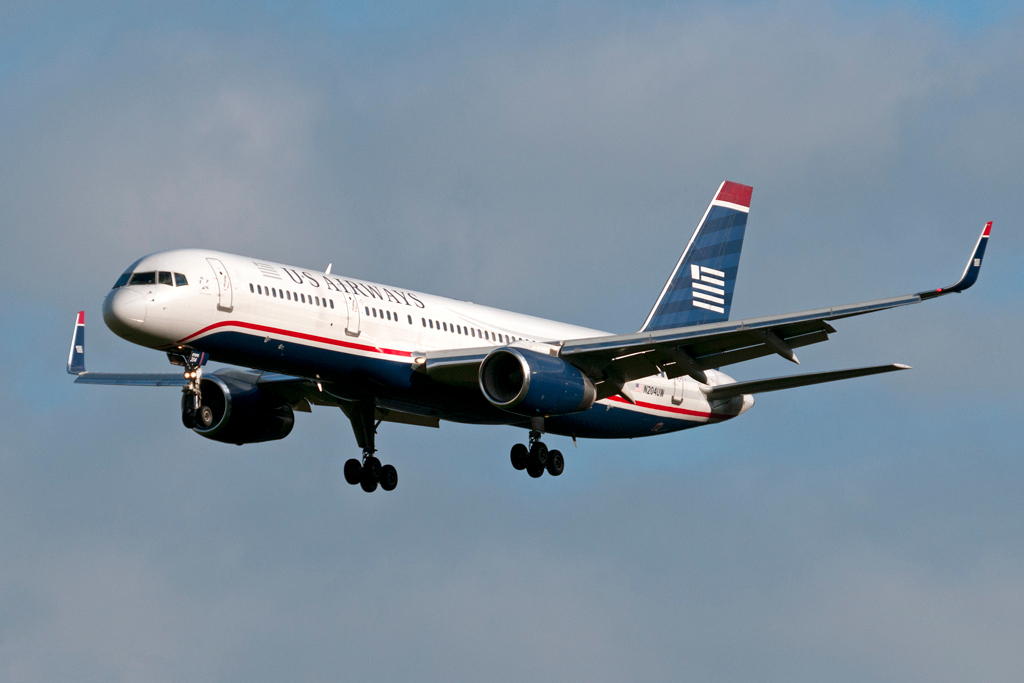
Boeing 757-200
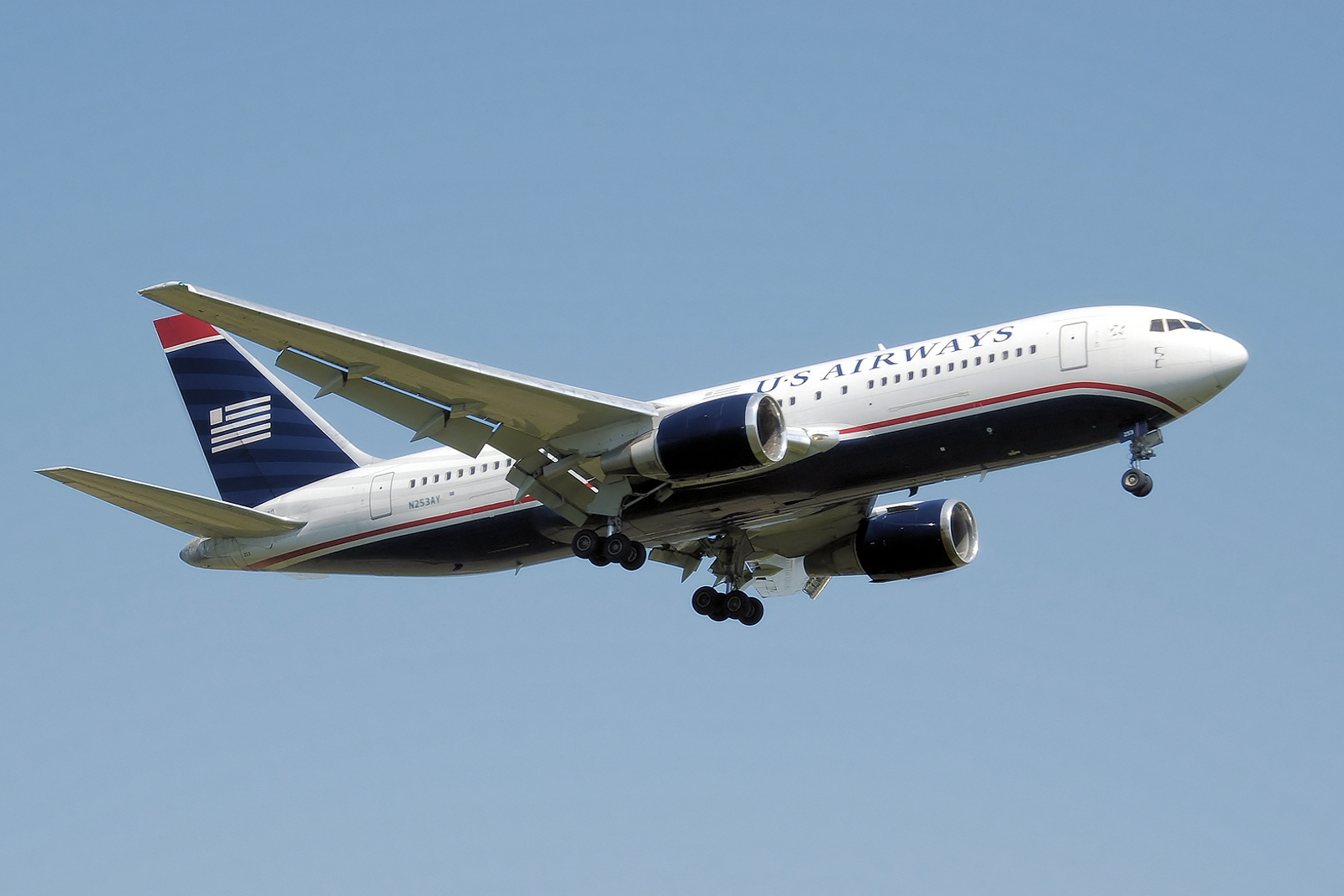
Boeing 767-200. (2009)
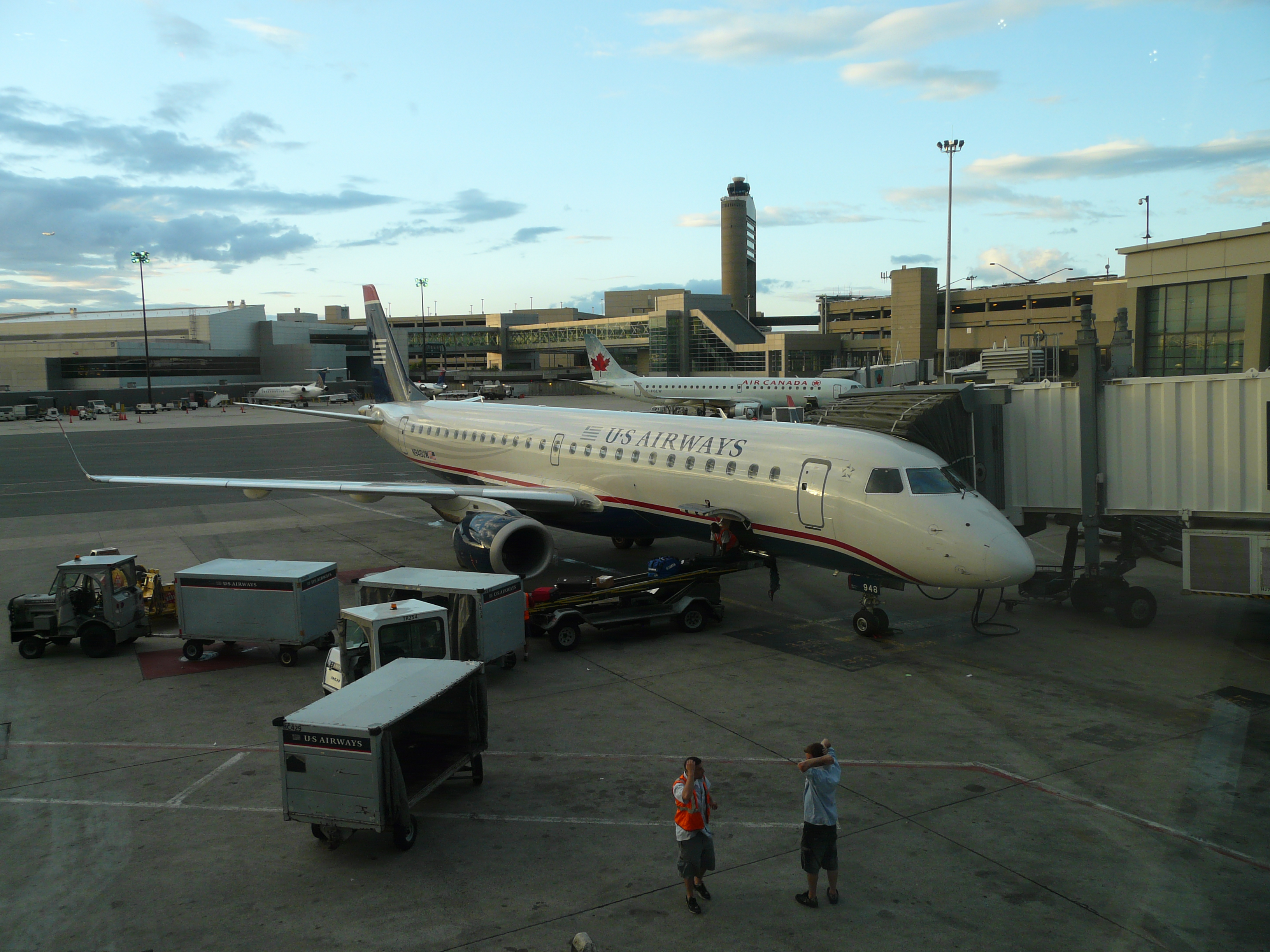
Embraer 190